# Cappella di Morliere
La cappella dei Santi Giacomo e Filippo è una piccola chiesa della borgata di Morliere, nel nucleo storico della piccola frazione del Cels, parte del comune di Exilles nella città metropolitana di Torino, in Piemonte.

## Descrizione

### Descrizione morfologica e tipologica
La cappella dei Santi Giacomo e Filippo è localizzata nel nucleo storico della piccola frazione del Cels (borgata Morliere), nella quale è caratteristica la connotazione di architetture religiose e civili storicamente molto significative. Le vicende storico-costruttive dell'edificio non sono ben note, tuttavia il suo orientamento verso est, come tutte le chiese più antiche, potrebbe suggerire epoche di costruzione diverse. Dal punto di vista architettonico l'edificio ha un'impronta sobria, costituito da una facciata a capanna con copertura a due falde in legno, con una trave di colmo di notevole sezione e manto in lose di provenienza locale, più sporgenti sul fronte principale che lateralmente. La cappella si sviluppa secondo un impianto a navata unica a due campate, coperta da volta a crociera e con l'abside quadrangolare orientata ad est, anch'essa con copertura voltata a crociera; l'edificio risulta libero su tutti e quattro i lati. L'accesso sul fronte ovest è arricchito da un portale lapideo strombato. Differentemente dalla cappella il campanile, a pianta quadrangolare, risulta meno significativo data la sua posteriore edificazione: emerge dal lato sinistro e termina con una semplice copertura lignea con manto finale in lamiera grecata color testa di moro. La cappella è dotata di una tribuna collocata sopra l'ingresso, interamente costruita in legno e con la presenza di due colonne, anch'esse in legno, sormontate da travi e capitelli lavorati con pregevoli e significative modanature, il tutto rigorosamente in legno. Alla tribuna si accede dall'interno tramite una scala con basamento in pietra e parte superiore in legno. A questo livello si trova un piccolo rosone posto sul fronte ovest, il principale; nella parte esterna in sua corrispondenza è stato collocato l'orologio. Appena oltre l'ingresso, sulla destra, si trova una semplice acquasantiera con fusto in pietra. Le decorazioni interne risultano di interesse con alcuni elementi di particolare pregio, tra i quali spicca il retablo dell'altare, di tipica tradizione locale, caratteristico degli altari dell'epoca di fine seicento e diffuso in Alta Valle Susa, realizzato in legno dorato con colonne sovrastate da angeli in legno verniciato, dominato da una bella tela. Sui due lati dell'altare sono presenti due preziose statue in legno dipinte, una raffigurante San Giacomo e l'altra la Madonna col Bambino.
Sulla parete a sinistra dell'altare è collocato un quadro datato 1670, raffigurante San Giacomo e San Giovanni con al centro la Madonna col Bambino.

### Descrizione dello stato di fatto
La cappella allo stato attuale (2014) presenta diversi punti d'infiltrazione in corrispondenza del manto di copertura. L'orditura lignea, diversamente dal manto, si presenta ancora in buono stato di conservazione senza mostrare particolari segni di cedimento. All'interno le infiltrazioni hanno generato in più punti la formazione di efflorescenze, macchie diffuse di umidità sia su alcune parti della volta che in alcune porzioni della muratura. Anche all'esterno sono presenti alcuni segni di degrado in particolare in corrispondenza delle zoccolature di facciata. La facciata principale è stata negli anni ricoperta da una tinteggiatura inadeguata e incompatibile con l'intonaco sottostante tanto da presentare in diversi punti fenomeni di sfogliatura, soprattutto alla base della muratura.